# Genoveva Huerta Villegas
Genoveva Huerta Villegas (Puebla de Zaragoza, Puebla, 1 de mayo de 1981) es una música y política mexicana, miembro del Partido Acción Nacional (PAN). Ha sido en dos ocasiones diputada federal, la segunda a partir de 2021.

## Biografía
Es técnica en Música por la Benemérita Universidad Autónoma de Puebla (BUAP) y licenciada en Derecho por la Escuela Libre de Derecho de Puebla. Tiene estudios de diplomados en  Presupuesto con Perspectiva de Género, en Violencia de Género, en Estudios de Género y en Perspectiva de Género dirigido a Municipios.
De 1997 a 2004 fue violinista en la Orquesta Sinfónica de Puebla y de 2003 a 2010 en la Orquesta Sinfónica del Coro Normalista. Paralelamente de 2006 a 2008 fue abogada en la delegación de la Secretaría de Desarrollo Social en Puebla y de 2006 a 2010 pianista en la Secretaría de Educación Pública.
De 2011 a 2012 laboró en el Instituto Poblano de la Mujer, primero como directora de Operación Regional, y de 2011 a 2012 como encargada de la dirección general del mismo; de 2012 a 2013 fue directora de Apoyo a Órganos Fiscalizadores en la Contraloría de Puebla. En 2013 se desempeñó como investigadora A del Centro de Estudios de Género de la Cámara de Diputados, en 2014 fue directora de Vinculación con la Sociedad del Comité Ejecutivo Nacional del PAN y de 2014 a 2015 fue coordinadora de Promoción y Participación Ciudadana en el gobierno del municipio de Puebla.
En 2015 fue postulada y elegida diputada federal por el Distrito 9 de Puebla a la LXIII Legislatura de ese año a 2018. En la Cámara de Diputados fue secretaria de la comisión de Cultura y Cinematografía; así como integrante de las comisiones de Delitos cometidos por razones de género; de Igualdad de Género; de Salud; de Agricultura y Fomento; de Comunicaciones; y, de Obras Públicas.
En 2021 fue por segunda ocasión elegida diputada federal, esta vez por la vía de la representación proporcional a la LXV Legislatura que concluirá en 2024. En ésta es secretaria de la comisión de Cultura y Cinematografía; de Energía; y, de Trabajo y Previsión Social.
El 8 de octubre de 2021 solicitó y recibió licencia a la diputación con la intención de buscar la reelección como presidenta estatal del PAN en Puebla; y el 10 de octubre se registró como candidata a la misma, y en donde compitió contra Augusta Díaz de Rivera. Díaz de Rivera resultó ganadora de la dirigencia estatal, pero Genoveva Huerta anunció que impugaría dichos resultados por lo que consideró irregularidades en el proceso electoral. Tras ello, se reincorporó a su curul federal el 23 de noviembre del mismo año.